# (404) Арсиноя
(404) Арсиноя (др.-греч. Ἀρσινόη) — астероид главного пояса, который принадлежит к тёмному спектральному классу C. Он был открыт 20 июня 1895 года французским астрономом Огюстом Шарлуа в обсерватории Ниццы и назван в честь Арсинои, кормилицы Ореста в древнегреческой мифологии.

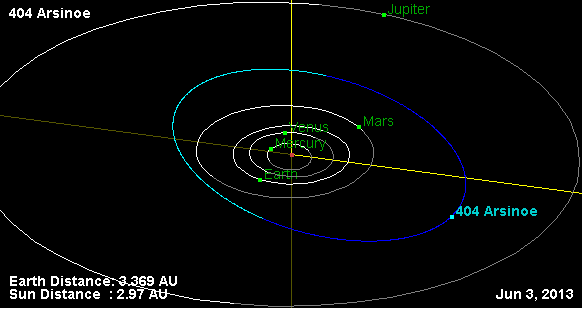
Орбита астероида Арсиноя и его положение в Солнечной системе